# Else Roesdahl
Else Roesdahl   (Sønderborg, 26 de febrer de 1942) és una arqueòlega, historiadora i educadora danesa. Ha estat mediadora de la història dels vikings durant la major part de la seva vida, incloent la coordinació d'exposicions notables sobre l'Era dels vikings i l'autora de diversos llibres sobre el tema. Els llibres de Roesdahl han estat traduïts a diversos idiomes.
El seu popular llibre The Vikings es va publicar per primera vegada en anglès el 1991.

## Biografia
Nascuda a Sønderborg, al sud de Jutlàndia, Roesdahl és filla de dos metges, Harald Eyvind Roesdahl i de la seva esposa Helene Refslund Thomsen. Ella i els seus germans van ser criats en una casa on l'educació tenia una gran prioritat. Després de matricular-se a Sønderborg Statsskole el 1960, va estudiar història i arqueologia a la Universitat de Copenhaguen i es va graduar el 1969.
El 1970, es va unir a la Universitat d'Aarhus, on es va convertir en professora titular del recentment format departament d'arqueologia medieval el 1981 i, finalment, en va ser professora el 1996. La seva primera obra important, Fyrkat: en jysk vikingeborg (1977), va ser sobre la fortalesa vikinga de Fyrkat, prop de Hobro, al nord de Jutlàndia, que va investigar junt amb Olaf Olsen.

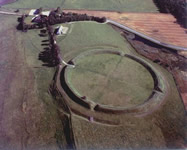
Vista aèria de la fortalesa vikinga de Fyrkat

Va continuar estudiant altres fortificacions vikinges, publicant el seu best-seller Danmarks vikingetid el 1980, traduït a l'anglès com Viking age Denmark (1982). Encara més popular va ser el seu Vikingernes verden (1987), publicat en anglès amb el nom de The Vikings el 1991. Roesdahl també ha escrit molts articles sobre els vikings i l'edat mitjana, així com un petit llibre sobre la desaparició dels nòrdics a Groenlàndia titulat Hvalrostand, elfenben og nordboere i Grønland (1995).
Roesdahl també ha tingut un paper important en la coordinació d'exposicions sobre els vikings, incloent Vikingerne i England og hjemme i Danmark (Els vikings a Anglaterra i la seva terra natal danesa, 1981), i Viking og Hvidekrist (Del viking al croat, 1992), que va viatjar a París i Berlín abans de tornar definitivament al Museu Nacional de Dinamarca de Copenhaguen).
Ara jubilada, Roesdahl encara té un interès actiu pels llocs vikings, obrint els Jocs Vikings de Fyrkat el maig del 2016 i celebrant el seu 30è aniversari.

## Premis
El 1988, Roesdahl va rebre el premi Søren Gyldendal (Søren Gyldendal-Prisen), un premi literari, i més tard va ser guardonada com a Dama de l'Orde de la Dannebrog el 1992. El 1995, va rebre un doctorat honoris causa pel Trinity College, Dublin.